# Sphenodon diversum
Sphenodon diversum is een soort van uitgestorven reptielen uit de orde Sphenodontia en de familie brughagedissen.
De hagedis is sinds zijn wetenschappelijke beschrijving in 1885 niet meer waargenomen en wordt beschouwd als uitgestorven.